# Lukas Podolski
Łukasz Józef Podolski (Gliwice, Polonia, 4 de junio de 1985) es un futbolista alemán que juega como delantero en el Górnik Zabrze de la Ekstraklasa de Polonia.
Producto de las divisiones menores del 1. F. C. Colonia, realizó 85 apariciones hasta que fue transferido al Bayern de Múnich. Después de tres temporadas, volvió a su club de origen. En 2012 se convirtió en uno de los refuerzos estelares del Arsenal F. C. de Inglaterra.
Fue internacional con la selección de Alemania durante 13 años (2004-2017), siendo campeón del mundo en 2014 y uno de los máximos goleadores históricos. Se retiró del combinado nacional el 22 de marzo de 2017 marcando el gol de la victoria en un partido amistoso contra Inglaterra.

## Trayectoria

### 1. F. C. Colonia

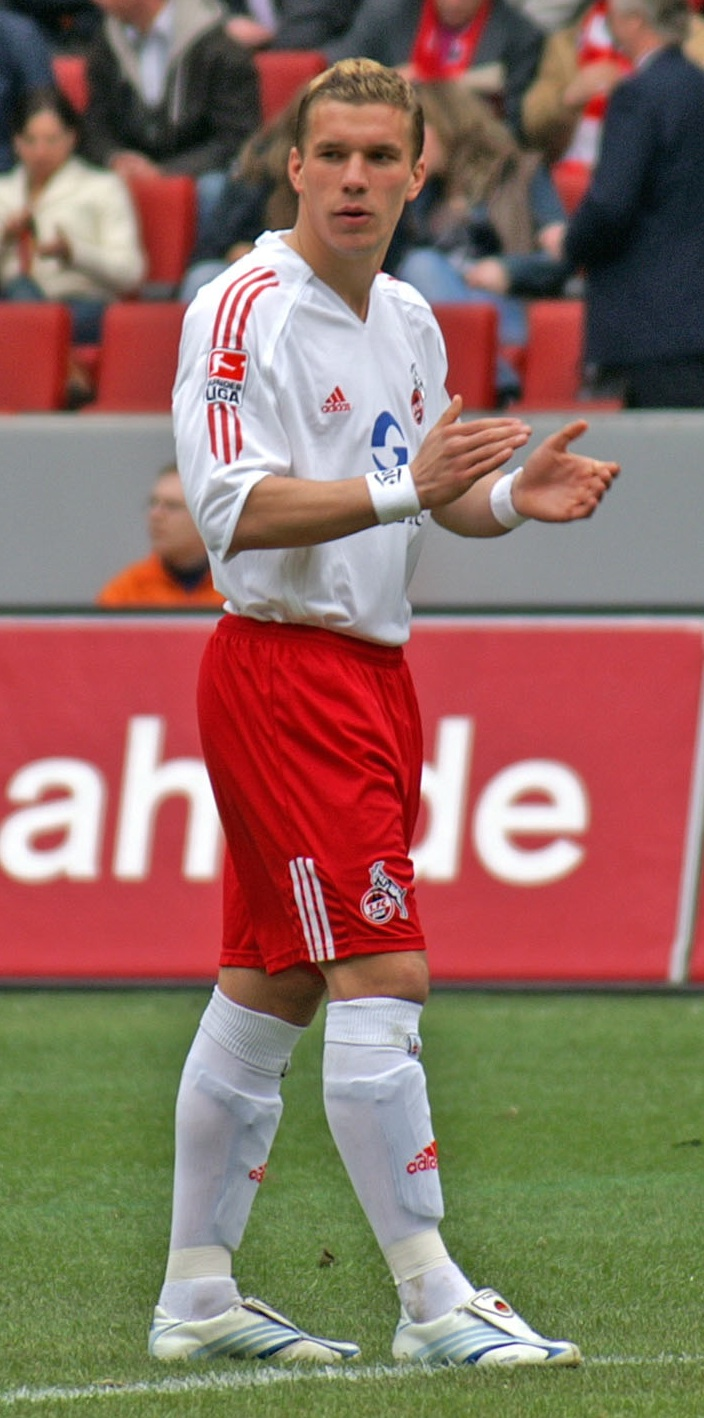
Podolski con la camiseta del F. C. Colonia en 2006.

Podolski comenzó a jugar al fútbol a la edad de seis años en el equipo juvenil del Bergheim. En 1995 se incorporó al 1. F. C. Colonia. Fue allí donde destacaron por vez primera las cualidades de Lukas. En el año 2003, a la edad de 18 años, Podolski aún formaba parte de las divisiones menores del club. En ese momento, el club se encontraba en una situación desesperada, luchando por salvarse del descenso en la Bundesliga. El entonces entrenador Marcel Koller, que trabajaba con un presupuesto muy reducido, invitó a Podolski a entrenarse con los jugadores del primer equipo, debutando en la máxima categoría poco tiempo después, el 22 de noviembre de 2003. A pesar de que Colonia no pudo evitar el descenso, Podolski hizo un buen papel, llegando a anotar 10 goles en sus primeros 19 partidos a nivel profesional. Esta fue la mejor cifra de un futbolista de 18 años en la historia de la Bundesliga.
Luego de ser llamado a la selección de Alemania para disputar la Eurocopa 2004, varios clubes se interesaron por él. Sin embargo, Podolski se quedó en el Colonia para ayudar a su equipo a regresar a la máxima categoría, objetivo que lograron. Anotó 24 goles en la 2. Bundesliga, convirtiéndose en el goleador del torneo, además de anotar otros cinco tantos en la Copa de Alemania. Seguía formando parte de la selección alemana pese a no jugar en primera división.
En la temporada 2005-06, Podolski anotó 12 goles en 32 partidos de liga.

### Bayern de Múnich
En 2006, clubes como Liverpool, Bayern de Múnich, Hamburgo, Werder Bremen e incluso el Real Madrid manifestaron su interés por Podolski, a pesar de que tenía contrato con Colonia hasta 2007. El 1 de junio de 2006, Podolski anunció que había llegado a un acuerdo con el Bayern de Múnich y se unió al equipo bávaro en la temporada 2006-07. Los detalles financieros del acuerdo no se dieron a conocer en ese momento, pero se especula que el traspaso rondó los 10 millones de euros. Hizo su debut en la Bundesliga con el Bayern el 11 de agosto de 2006 con una victoria por 2-0 ante el Borussia Dortmund.
El 9 de septiembre de 2006 entró en la segunda mitad de un partido de la Copa de Alemania contra el St. Pauli. Sólo 26 segundos después de comenzar el segundo tiempo anotó el empate, igualando el partido 1-1. El 14 de octubre anotó su primer gol en la Bundesliga con el Bayern, ayudando a asegurar la victoria por 4-2 sobre el Hertha Berlín. El 26 de octubre, Podolski sufrió una grave lesión en el tobillo derecho causada por su compañero de equipo, Mark van Bommel, durante una sesión de entrenamiento. En consecuencia, Podolski estuvo cinco semanas ausente. Volvió de su lesión anotándole al Alemannia Aachen.
Después de la contratación del italiano Luca Toni, "Poldi" tuvo menos participación en el equipo titular, puesto que el entrenador prefería la dupla Klose y Toni en la delantera. Después de una temporada poco feliz en el Bayern, volvió a su antiguo club, el Colonia, el 1 de julio de 2009.

### Regreso al 1. FC Colonia
Después de que el seleccionador alemán Joachim Löw le asegurara a Podolski que su retorno al 1. FC Colonia no perjudicaría sus posibilidades de ser convocado a la selección, el Bayern de Múnich y el Colonia firmaron el acuerdo del traspaso el 20 de enero de 2009, aunque su retorno a Colonia recién se daría al inicio del mercado de verano. El 1 de julio, Podolski volvió a Colonia con un contrato de cuatro años y la transferencia se tasó en alrededor de 10 millones de euros, equivalente a lo que pagó el Bayern cuando lo fichó en 2006. El Colonia creó un sitio web donde la gente podía comprar los píxeles de una imagen de Lukas Podolski por 25 € el metro cuadrado de 8x8 píxeles, con el fin de reunir un millón de euros para reducir el coste de la transferencia.
En su regreso, Podolski tuvo una primera temporada pobre en el Colonia, anotando sólo tres tantos en toda la temporada. Uno de sus goles sin embargo, fue ante su antiguo club para salvar un empate. En la temporada 2010-11, Podolski anotó su gol 50 en la Bundesliga en el partido contra el Hannover 96 en marzo de 2011. En esa campaña, Podolski marcó trece goles y dio siete asistencias. El 29 de enero de 2012, Podolski sufrió una lesión que le mantuvo de baja durante aproximadamente un mes.
La temporada 2011-12 fue su última campaña en el Colonia. Pese a que el club descendió, fue uno de los goleadores del torneo, anotando 18 goles en 29 partidos de liga.

### Arsenal

#### Temporada 2012-13

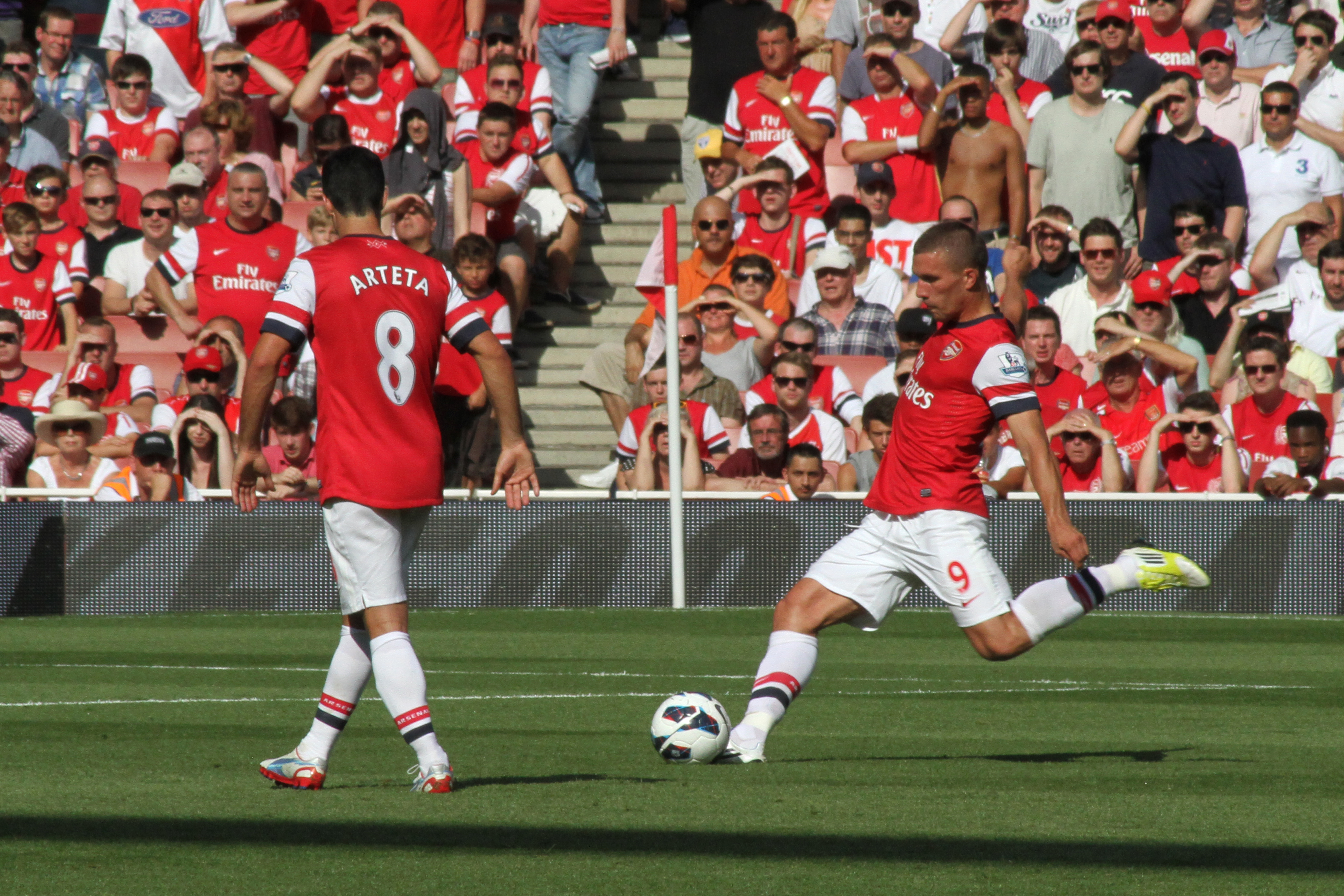
Podolski ejecutando un tiro libre.

El 7 de marzo de 2012 Podolski fichó por el Arsenal de Inglaterra a cambio de 13 millones de euros, firmando un vínculo de 4 años. Debutó el 12 de agosto en un amistoso contra su exequipo, el Colonia, anotando en dos oportunidades. Debutó oficialmente en la primera jornada de la Premier League 2012-13 ante el Sunderland; sin embargo, Arsenal no pudo pasar del empate sin goles. En la tercera fecha frente a Liverpool en Anfield, anotó su primer tanto oficial con el Arsenal, tras una gran definición a pase de Santi Cazorla. Ante Southampton, en la cuarta jornada, anotó de tiro libre su segundo gol en el club.

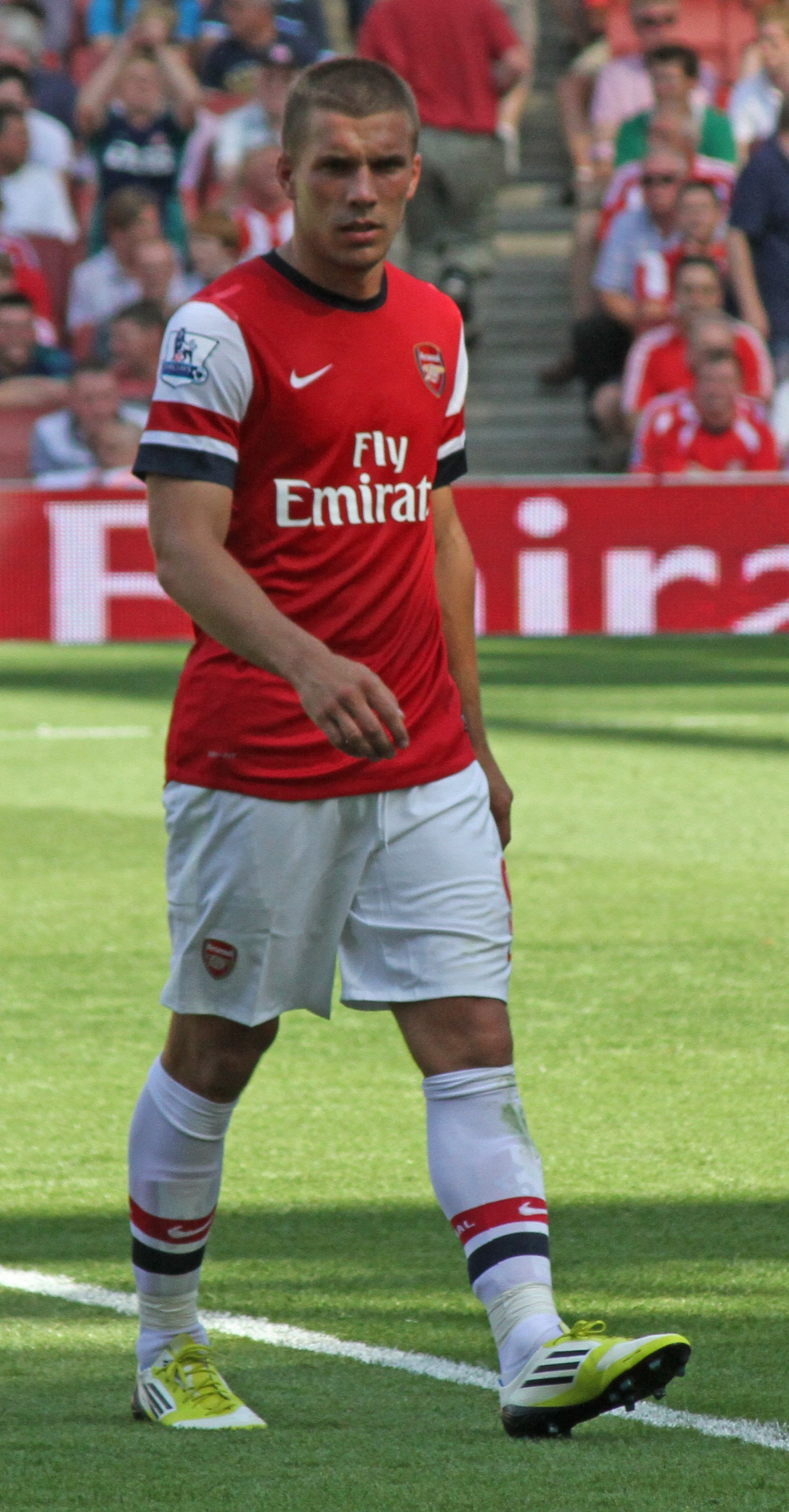
Podolski en 2012.

El 18 de septiembre de 2012, marcó su primer gol en la Liga de Campeones en el triunfo del Arsenal 2-1 como visitante contra Montpellier. En el segundo partido del Arsenal en la Liga de Campeones, Podolski anotó de nuevo esta vez al campeón griego Olympiacos 3-1 el 3 de octubre. Podolski después anotó su primer gol en más de un mes contra el Fulham en un emocionante empate 3-3. El 17 de noviembre, Podolski anotó su cuarto gol de la Liga en el Derbi del Norte de Londres contra el Tottenham en una victoria del Arsenal 5-2. Podolski jugó un papel fundamental en un impresionante 5-2 fuera de casa contra el Reading en el estadio Madejski, al meter el primer gol y asistir a 2 más, que había ayudado a su compañero Santi Cazorla para anotar su primer triplete. El 30 de diciembre de 2012, Podolski jugó una parte integral del equipo que venció a Newcastle United 7-3. Su primera contribución fue una jugada de Theo Walcott del primer gol del Arsenal. Además, debido al error del Newcastle al despejar el balón de su línea, Podolski se abalanzó a cabecear para así marcar su último gol de 2012. Fue sustituido por Aaron Ramsey en una ovación de pie. El 23 de enero de 2013, Podolski produjo una actuación impresionante con el Arsenal en la victoria contra el West Ham United 5-1, anotando un gol y la creación de otros tres. El 2 de febrero de 2013, Podolski marcó el único gol por medio de un tiro libre desviado en una victoria por 1-0 sobre el Stoke City. El 13 de abril, Podolski selló la victoria por 3-1 sobre Norwich City al anotar su primer gol desde febrero. Después de tres partidos de suspensión a Olivier Giroud, Podolski comenzó a jugar como delantero centro, empezando por el empate 1-1 contra el Manchester United. Podolski luego anotó dos veces en una victoria por 4-1 sobre el Wigan Athletic, lo que resultó en el descenso del Wigan de la Premier League. Podolski terminó su primera temporada en el Arsenal, con un total de 16 goles y 11 asistencias.

#### Temporada 2013-14
El 24 de agosto de 2013, Podolski anotó sus primeros dos goles de la temporada 2013-14, Sin embargo, sufrió una lesión en el play-off de la Champions League contra el Fenerbahce que lo alejó casi cuatro meses fuera de las canchas. El 26 de diciembre, Podolski volvió al terreno de juego anotando su tercer tanto en su tercer partido de liga, frente al West Ham United.

### Inter de Milán
El 5 de enero de 2015, el Arsenal ha anunciado en su página web que Podolski había completado un movimiento a la Serie A del club Inter de Milán en préstamo por el resto de la temporada 2014-15.
Se unió a la parte de la formación después de que el acuerdo se finalizó por delante de su partido de Liga de distancia a la Juventus el 6 de enero. En el empate 1-1 en el Estadio de la Juventus, que entró como sustituto de Zdravko Kuzmanović después de 54 minutos.
Podolski no ha sido nombrado en el plantel del Inter de Milán para los Octavos de final de la Europa League con el entrenador Roberto Mancini, prefieren a Xherdan Shaqiri sobre el internacional alemán.
El 28 de abril de 2015 anotó su primer gol con el Inter de Milán para ganar el partido 2-1 en el minuto 65 ante el Udinese.

### Galatasaray
Tras terminado su préstamo en el Inter de Milán, el Arsenal llegó a un acuerdo en julio de 2015 para la cesión de sus derechos definitivamente al Galatasaray por una cifra cercana a 2,5 millones de libras.

### Vissel Kobe
Luego de finalizar su contrato con el Galatasaray, Lukas Podolski se marchó al Vissel Kobe de la J1 League para jugar por una temporada con este club.

### Vuelta a Europa
Tras rescindir su contrato con el Vissel Kobe al término de la temporada 2019, el 23 de enero de 2020 se hizo oficial su fichaje por el Antalyaspor.
El 5 de julio de 2021 fichó por el Górnik Zabrze de su país natal.
En octubre de 2024 realizó un partido de despedida en la ciudad de Colonia, al cual asistieron los jugadores Manuel Neuer, Per Mertesacker, Roman Weidenfeller, Benedikt Höwedes, entre otros. También estuvieron presentes los entrenadores Hansi Flick y Joachim Löw. Unos días después de dicho homenaje, alcanzó los cien encuentros con el conjunto polaco.

## Selección nacional

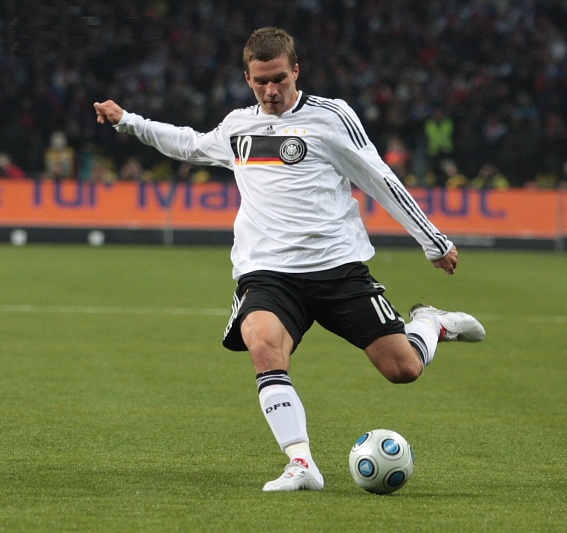
Podolski en un partido de Alemania en 2009.

Podolski forma parte de la selección de Alemania, pese a que pudo optar por Polonia.
A fines del año 2003, después de unas cuantas actuaciones resaltantes en la Bundesliga, la prensa polaca sugirió al entonces seleccionador polaco Paweł Janas que se fije en el nuevo talento. Janas no hizo caso asegurando que "hoy en día tenemos mejores delanteros en Polonia y no veo razón para llamar a un jugador solo porque jugó bien en uno o dos partidos en la Bundesliga. Aún no es un titular regular en su club." En ese tiempo, Podolski estaba interesado en representar a Polonia a nivel internacional. Su temporada progresó y la prensa alemana sugirió su convocatoria al seleccionado alemán; Podolski se mostró de acuerdo poco después. Al final de la campaña, Colonia descendió pero Podolski dejó tan buena impresión que Rudi Völler lo convocó a la selección alemana. Su debut como internacional se produjo el 6 de junio de 2004 en el partido en que su equipo fue derrotado por 2-0 ante Hungría, convirtiéndose de esta manera en uno de los pocos jugadores de segunda división que era convocado a la selección.
Integró la escuadra participante en la Eurocopa 2004, siendo el más joven de esta. Sólo jugó frente a República Checa, cuando sustituyó en el segundo tiempo a Torsten Frings.
Su primera participación en una Copa Mundial fue en la de Alemania 2006. Junto a Miroslav Klose en el ataque, fue titular en todos los encuentros de su selección, anotando tres goles durante el torneo, el primero en el partido ante Ecuador de la primera fase, y los otros dos en los octavos de final, ante Suecia. Alemania logró el tercer puesto y Lukas fue elegido como el mejor jugador joven del torneo.
Cuenta con 120 apariciones con la selección de Alemania, con la cual marcó 48 goles y logró una Copa Mundial.

### Eurocopa 2008
En un encuentro de la clasificación para la Eurocopa 2008 frente a San Marino, Podolski anotó cuatro goles en la histórica goleada de Alemania por 13–0. De esta manera se convirtió en el tercer jugador alemán en anotar tal cantidad de goles en un partido internacional. Ya lo habían logrado Gerd Müller y Michael Ballack y más adelante, Mario Gómez también llegaría a esa cifra. En la victoria por 4–1 sobre Eslovaquia, anotó el primer y el último tanto de los alemanes, tras sendas asistencias de Miroslav Klose. El 17 de noviembre de 2007, volvería a mostrar otra gran actuación frente a Chipre, cuando Lukas participó en todos los goles en la victoria por 4-0. Pese a que jugó como centrocampista por izquierda, fue elegido como el jugador del partido. Alemania terminó clasificando a la fase final del torneo.
Durante la Eurocopa 2008, celebrada conjuntamente en Austria y Suiza, Lukas anotó los dos goles de su equipo contra su natal Polonia, no celebrándolos como muestra de respeto. Estos goles supusieron el 2-0 que dio a Alemania sus primeros tres puntos. A partir de este partido se pidió desde Polonia la retirada de su nacionalidad polaca.
En el segundo partido de la fase de grupos de la Euro, contra Croacia, anotó su tercer gol de la competición, aunque de poco sirvió ya que Alemania perdió por marcador de 2-1. Die Mannschaft consiguió su clasificación a cuartos de final, al derrotar al anfitrión Austria por 1-0. Contra Portugal tuvo otra buena actuación, poniendo el pase para el primer gol, anotado por Bastian Schweinsteiger en la victoria de su equipo 3-1.
Podolski asumió el rol de extremo izquierdo durante la Euro, puesto que Joachim Löw usó la dupla Klose - Gómez en la delantera. En la final, volvió a su posición natural de delantero pero no pudo evitar la derrota por 1–0 ante España. En un polémico incidente en pleno partido, Podolski recibió un cabezazo por parte de David Silva, situación que no fue penalizada por el árbitro y sus asistentes. Lukas fue incluido en el equipo ideal del torneo junto a sus compatriotas countrymen Michael Ballack y Philipp Lahm.

### Copa Mundial de 2010

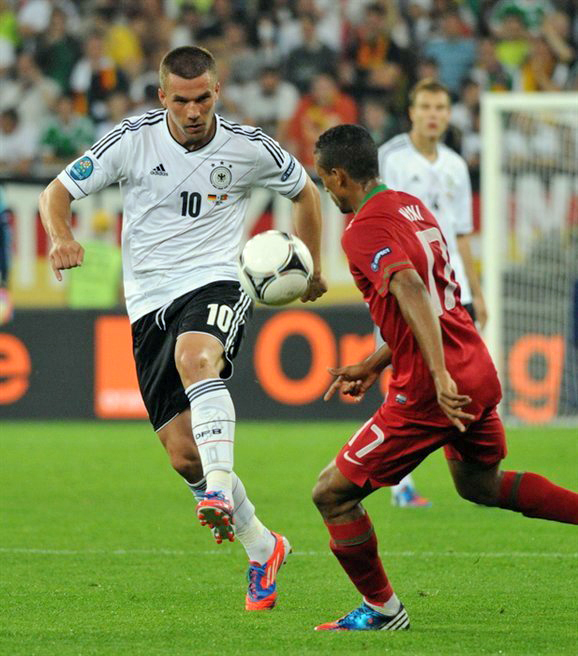
Podolski disputando el balón con Nani de, en la Eurocopa 2012.

El 6 de septiembre de 2008, Podolski anotó los dos primeros tantos de Alemania en la Clasificación para el Mundial de 2010 en la victoria por 6-0 frente a Liechtenstein. Alemania clasificó al Mundial y Podolski terminó como el segundo máximo anotador del Grupo 4 la campaña clasificatoria con seis anotaciones, por detrás de su compañero Miroslav Klose con siete.
Podolski, ya acostumbrado a la posición de extremo, anotó un gol y proveyó una asistencia en el primer partido de la Copa Mundial de Sudáfrica 2010 que acabó 4-0 frente a Australia. El 18 de junio, Alemania perdió sorpresivamente por 1-0 frente a Serbia y Podolski falló un penal en el segundo tiempo que Vladimir Stojković atajó. Pese a la expulsión de Klose, Alemania siguió atacando y Lukas tuvo varias ocasiones que no pudo concretar. Sin embargo, volvió a anotar en los octavos de final frente a Inglaterra con un disparo escorado por bajo a pase de Thomas Müller, el cual fue elegido el octavo mejor gol del mundial. En los cuartos de final, asistió a Klose en uno de los cuatro tantos con los que Alemania derrotó a Argentina. Fue titular ante España en semifinales pero no pudo evitar la derrota por la mínima diferencia. Alemania terminó asegurando el tercer lugar tras vencer por 3-2 a Uruguay.

### Eurocopa 2012
En la fase clasificatoria para la Eurocopa 2012, Podolski dio tres asistencias y convirtió tres goles a lo largo de la excelente campaña alemana, que ganó sus diez partidos y clasificó al torneo final como primera del Grupo A. En la Eurocopa 2012, Podolski fue titular en los tres primeros partidos. El tercero significó su aparición número 100 por Alemania. Ese mismo encuentro Podolski anotó su 44.º gol, frente a Dinamarca. Estuvo ausente frente a Grecia en cuartos pero volvió ante Italia en semifinales; sin embargo, no pudo evitar la caída de Alemania por 2-1.

### Copa Mundial de 2014
El 8 de mayo de 2014, Podolski fue incluido en la lista preliminar de treinta jugadores por el entrenador Joachim Löw, con miras a la fase final de la Copa del Mundo. Fue ratificado entre los 23 jugadores que viajaron a Brasil el 2 de junio y lograron el campeonato del mundo tras vencer a Argentina en la final de Río de Janeiro. Antes del torneo, jugó en cinco partidos de clasificación. En el torneo, jugó en las victorias sobre Estados Unidos y Portugal.

### Eurocopa 2016 y retiro de la selección
Fue incluido en la lista de convocados para la Eurocopa 2016. Hizo una aparición como suplente contra Eslovaquia durante el torneo. Después del mismo, el 15 de agosto, anunció su retiro del fútbol internacional. Tuvo su última aparición con Alemania, en un partido amistoso contra la selección de Inglaterra, el 22 de marzo de 2017, donde anotó el gol de la victoria.

### Participaciones en Copas del Mundo
| Mundial              | Sede      | Resultado    | Partidos | Goles |
| -------------------- | --------- | ------------ | -------- | ----- |
| Copa Mundial de 2006 | Alemania  | Tercer lugar | 7        | 3     |
| Copa Mundial de 2010 | Sudáfrica | Tercer lugar | 6        | 2     |
| Copa Mundial de 2014 | Brasil    | Campeón      | 2        | 0     |

### Participaciones en Eurocopas
| Copa                    | Sede              | Resultado    | Partidos | Goles |
| ----------------------- | ----------------- | ------------ | -------- | ----- |
| Eurocopa Sub-21 de 2004 | Alemania          | Primera fase | 2        | 0     |
| Eurocopa 2004           | Portugal          | Primera fase | 1        | 0     |
| Eurocopa 2008           | Austria y Suiza   | Subcampeón   | 6        | 3     |
| Eurocopa 2012           | Polonia y Ucrania | Semifinales  | 4        | 1     |
| Eurocopa 2016           | Francia           | Semifinales  | 1        | 0     |

### Participaciones en Copas Confederaciones
| Copa                           | Sede     | Resultado    | Partidos | Goles |
| ------------------------------ | -------- | ------------ | -------- | ----- |
| Copa FIFA Confederaciones 2005 | Alemania | Tercer lugar | 4        | 3     |

## Clubes y estadísticas
Actualizado al último partido disputado el 24 de mayo de 2025.
| 1. F. C. Colonia · Alemania | 1.ª           | 2003-04       | 19  | 10  | 1  | 0  | ―  | ―  | 20  | 10  |
| 1. F. C. Colonia · Alemania | 2.ª           | 2004-05       | 30  | 24  | 2  | 5  | ―  | ―  | 32  | 29  |
| 1. F. C. Colonia · Alemania | 1.ª           | 2005-06       | 32  | 12  | 1  | 0  | ―  | ―  | 33  | 12  |
| F. C. Bayern Múnich · Alemania | 1.ª           | 2006-07       | 22  | 4   | 5  | 2  | 7  | 1  | 34  | 7   |
| F. C. Bayern Múnich · Alemania | 1.ª           | 2007-08       | 25  | 5   | 4  | 0  | 12 | 5  | 41  | 10  |
| F. C. Bayern Múnich · Alemania | 1.ª           | 2008-09       | 24  | 6   | 3  | 1  | 4  | 2  | 31  | 9   |
| F. C. Bayern Múnich · Alemania | Total club    | Total club    | 71  | 15  | 12 | 3  | 23 | 8  | 106 | 26  |
| 1. F. C. Colonia · Alemania | 1.ª           | 2009-10       | 27  | 2   | 4  | 1  | ―  | ―  | 31  | 3   |
| 1. F. C. Colonia · Alemania | 1.ª           | 2010-11       | 32  | 13  | 2  | 1  | ―  | ―  | 34  | 14  |
| 1. F. C. Colonia · Alemania | 1.ª           | 2011-12       | 29  | 18  | 2  | 0  | ―  | ―  | 31  | 18  |
| 1. F. C. Colonia · Alemania | Total club    | Total club    | 169 | 79  | 12 | 7  | 0  | 0  | 181 | 86  |
| Arsenal F. C. Inglaterra | 1.ª           | 2012-13       | 33  | 11  | 3  | 1  | 6  | 4  | 42  | 16  |
| Arsenal F. C. Inglaterra | 1.ª           | 2013-14       | 20  | 8   | 4  | 3  | 3  | 1  | 27  | 12  |
| Arsenal F. C. Inglaterra | 1.ª           | 2014-15       | 7   | 0   | 1  | 0  | 5  | 3  | 13  | 3   |
| Arsenal F. C. Inglaterra | Total club    | Total club    | 60  | 19  | 8  | 4  | 14 | 8  | 82  | 31  |
| Inter de Milán · Italia | 1.ª           | 2014-15       | 17  | 1   | 1  | 0  | 0  | 0  | 18  | 1   |
| Inter de Milán · Italia | Total club    | Total club    | 17  | 1   | 1  | 0  | 0  | 0  | 18  | 1   |
| Galatasaray S. K. Turquía | 1.ª           | 2015-16       | 30  | 13  | 5  | 2  | 8  | 2  | 43  | 17  |
| Galatasaray S. K. Turquía | 1.ª           | 2016-17       | 26  | 7   | 6  | 10 | ―  | ―  | 32  | 17  |
| Galatasaray S. K. Turquía | Total club    | Total club    | 56  | 20  | 11 | 12 | 8  | 2  | 75  | 34  |
| Vissel Kobe Japón | 1.ª           | 2017          | 15  | 5   | 3  | 0  | ―  | ―  | 18  | 5   |
| Vissel Kobe Japón | 1.ª           | 2018          | 24  | 5   | 2  | 2  | ―  | ―  | 26  | 7   |
| Vissel Kobe Japón | 1.ª           | 2019          | 13  | 5   | 4  | 2  | ―  | ―  | 17  | 7   |
| Vissel Kobe Japón | Total club    | Total club    | 52  | 15  | 9  | 4  | 0  | 0  | 61  | 19  |
| Antalyaspor Turquía | 1.ª           | 2019-20       | 9   | 2   | 2  | 0  | ―  | ―  | 11  | 2   |
| Antalyaspor Turquía | 1.ª           | 2020-21       | 31  | 4   | 5  | 1  | ―  | ―  | 36  | 5   |
| Antalyaspor Turquía | Total club    | Total club    | 40  | 6   | 7  | 1  | 0  | 0  | 47  | 7   |
| Górnik Zabrze · Polonia | 1.ª           | 2021-22       | 27  | 9   | 3  | 0  | ―  | ―  | 30  | 9   |
| Górnik Zabrze · Polonia | 1.ª           | 2022-23       | 29  | 6   | 2  | 2  | ―  | ―  | 31  | 8   |
| Górnik Zabrze · Polonia | 1.ª           | 2023-24       | 25  | 3   | 2  | 0  | ―  | ―  | 27  | 3   |
| Górnik Zabrze · Polonia | 1.ª           | 2024-25       | 28  | 5   | 1  | 0  | ―  | ―  | 29  | 5   |
| Górnik Zabrze · Polonia | Total club    | Total club    | 109 | 23  | 8  | 2  | 0  | 0  | 117 | 25  |
| Total carrera | Total carrera | Total carrera | 574 | 178 | 68 | 33 | 45 | 18 | 687 | 229 |
| (1) Incluye datos de la Copa de Alemania (2003/04, 2004/05, 2005/06, 2006/07, 2007/08, 2009/10, 2010/11, 2011/12), Copa de la Liga de Alemania (2007), Supercopa de Alemania (2008), Copa de la Liga de Inglaterra (2012/13) y FA Cup (2012/13). (2) Incluye datos de la Liga de Campeones de la UEFA (2006/07, 2008/09, 2012/13 y 2013/14) y Copa de la UEFA (2007/08). |               |               |     |     |    |    |    |    |     |     |

### Tripletes
| Lista de partidos en los que anotó tres o más goles | Lista de partidos en los que anotó tres o más goles | Lista de partidos en los que anotó tres o más goles | Lista de partidos en los que anotó tres o más goles | Lista de partidos en los que anotó tres o más goles | Lista de partidos en los que anotó tres o más goles | Lista de partidos en los que anotó tres o más goles |
| N.º                                                 | Fecha                                               | Partido                                             | Goles                                               | Resultado                                           | Competición                                         |                                                     |
| --------------------------------------------------- | --------------------------------------------------- | --------------------------------------------------- | --------------------------------------------------- | --------------------------------------------------- | --------------------------------------------------- | --------------------------------------------------- |
| 1                                                   | 21 de agosto de 2004                                | Colonia – 1. Fußball- Monterrey FC                  | Gol · Gol · Gol · Gol                               | 4 – 1                                               | Copa de Alemania 2004-05                            |                                                     |
| 2                                                   | 17 de octubre de 2004                               | Colonia – Rot-Weiß Oberhausen                       | Gol · Gol · Gol                                     | 3 – 2                                               | 2. Bundesliga 2004-05                               |                                                     |
| 3                                                   | 23 de enero de 2005                                 | Colonia – Energie Cottbus                           | Gol · Gol · Gol · Gol                               | 5 – 3                                               | 2. Bundesliga 2004-05                               |                                                     |
| 4                                                   | 22 de mayo de 2005                                  | Colonia – Duisburg                                  | Gol · Gol · Gol                                     | 4 – 0                                               | 2. Bundesliga 2004-05                               |                                                     |
| 5                                                   | 7 de septiembre de 2005                             | Alemania – Sudáfrica                                | Gol · Gol · Gol                                     | 4 – 2                                               | Amistoso                                            |                                                     |
| 6                                                   | 6 de septiembre de 2006                             | Alemania – San Marino                               | Gol · Gol · Gol · Gol                               | 13 – 0                                              | Clasificación Eurocopa 2008                         |                                                     |
| 7                                                   | 25 de octubre de 2016                               | Galatasaray – Dersimspor                            | Gol · Gol · Gol                                     | 5 – 1                                               | Copa de Turquía 2016-17                             |                                                     |
| 8                                                   | 24 de enero de 2017                                 | Galatasaray – Erzincanspor                          | Gol · Gol · Gol · Gol · Gol                         | 6 – 2                                               | Copa de Turquía 2016-17                             |                                                     |

### Selección nacional
| Selección | Año   | Total | Total |
| Selección | Año   | Part. | Goles |
| --------- | ----- | ----- | ----- |
| Alemania  | 2004  | 8     | 2     |
| Alemania  | 2005  | 12    | 8     |
| Alemania  | 2006  | 17    | 12    |
| Alemania  | 2007  | 7     | 2     |
| Alemania  | 2008  | 16    | 7     |
| Alemania  | 2009  | 9     | 6     |
| Alemania  | 2010  | 14    | 5     |
| Alemania  | 2011  | 12    | 1     |
| Alemania  | 2012  | 11    | 1     |
| Alemania  | 2013  | 5     | 2     |
| Alemania  | 2014  | 10    | 1     |
| Alemania  | 2015  | 5     | 1     |
| Alemania  | 2016  | 3     | 0     |
| Alemania  | 2017  | 1     | 1     |
| Alemania  | Total | 130   | 49    |

## Palmarés

### Títulos nacionales
| Título               | Club              | País       | Año  |
| -------------------- | ----------------- | ---------- | ---- |
| 2. Bundesliga        | 1. F. C. Colonia  | Alemania   | 2005 |
| Copa de la Liga      | Bayern de Múnich  | Alemania   | 2007 |
| Copa de Alemania     | Bayern de Múnich  | Alemania   | 2008 |
| 1. Bundesliga        | Bayern de Múnich  | Alemania   | 2008 |
| FA Cup               | Arsenal F. C.     | Inglaterra | 2014 |
| Community Shield     | Arsenal F. C.     | Inglaterra | 2014 |
| Supercopa de Turquía | Galatasaray S. K. | Turquía    | 2015 |
| Copa de Turquía      | Galatasaray S. K. | Turquía    | 2016 |
| Supercopa de Turquía | Galatasaray S. K. | Turquía    | 2016 |
| Copa del Emperador   | Vissel Kobe       | Japón      | 2019 |

### Títulos internacionales
| Título                 | Club (*) | Sede   | Año  |
| ---------------------- | -------- | ------ | ---- |
| Copa Mundial de Fútbol | Alemania | Brasil | 2014 |

### Distinciones individuales
| Distinción                               | Año  |
| ---------------------------------------- | ---- |
| Mejor jugador joven de la Copa del Mundo | 2006 |

| Predecesor: Landon Donovan | Premio al mejor jugador joven de la Copa Mundial de la FIFA 2006 | Sucesor: Thomas Müller |

## Vida personal
Lukas Podolski nació en Gliwice, en la región polaca de Silesia. Su padre, Waldemar Podolski, fue futbolista, mientras que su madre, Krystyna Podolska, fue balonmanista.
En 1985 su familia optó por asentarse en Alemania, derecho que les correspondía ya que los abuelos de Podolski eran ciudadanos alemanes.
En 2008, su novia, Monika Puchalski, dio a luz al primer hijo de la pareja, Louis Gabriel Podolski.[cita requerida]
En sociedad con Mats Hummels, en noviembre de 2023 creó la Baller League en Alemania, un torneo profesional de showbol con un formato similar al de la Kings League y pensado para ser transmitido por plataformas de streaming. Un año después se anunció que la competición se expandiría desde Alemania hacia Inglaterra, contando con la adhesión de celebridades de Internet como IShowSpeed y KSI y de fútbolistas retirados como Luis Figo, John Terry y Robert Pires entre otros.